# مسييه 68

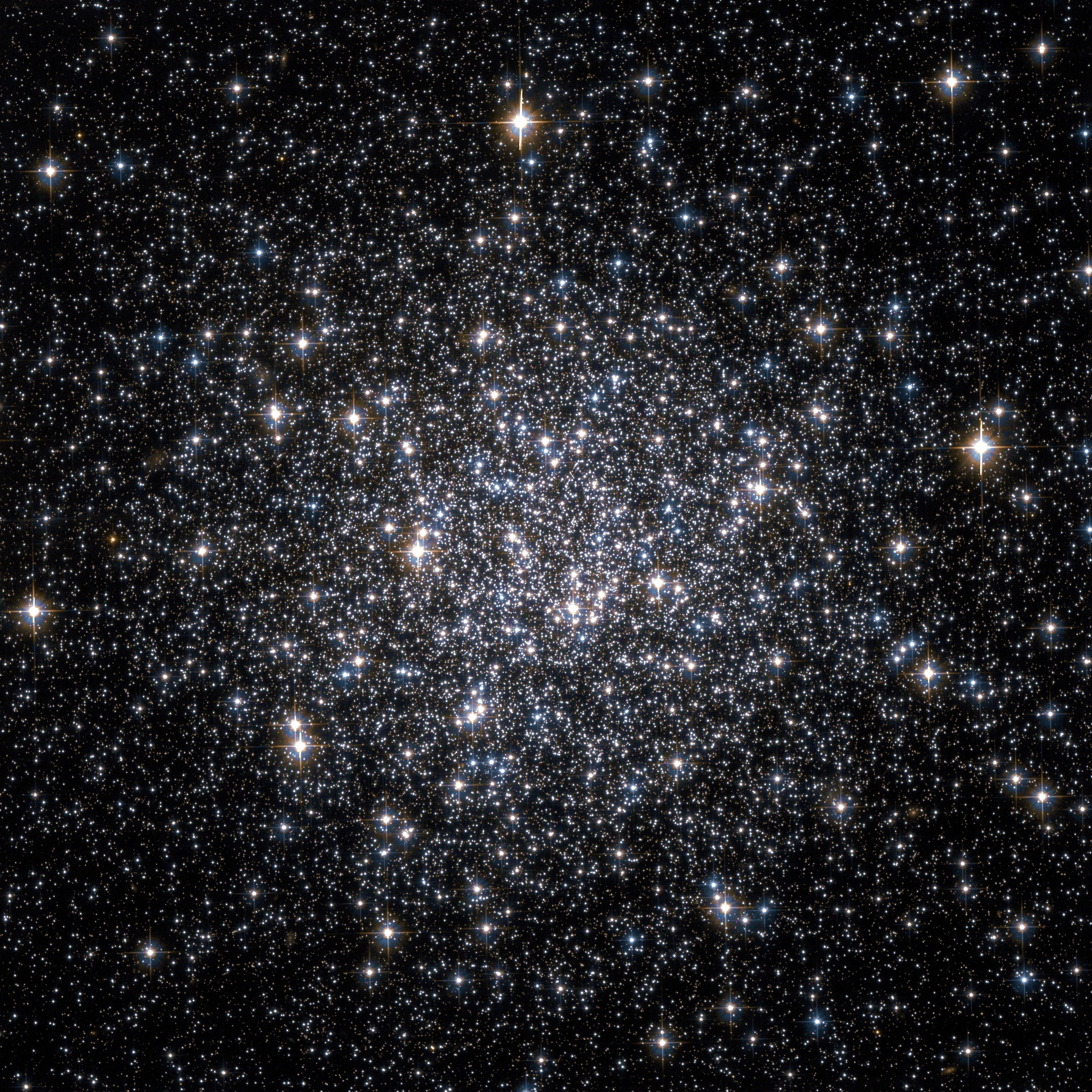

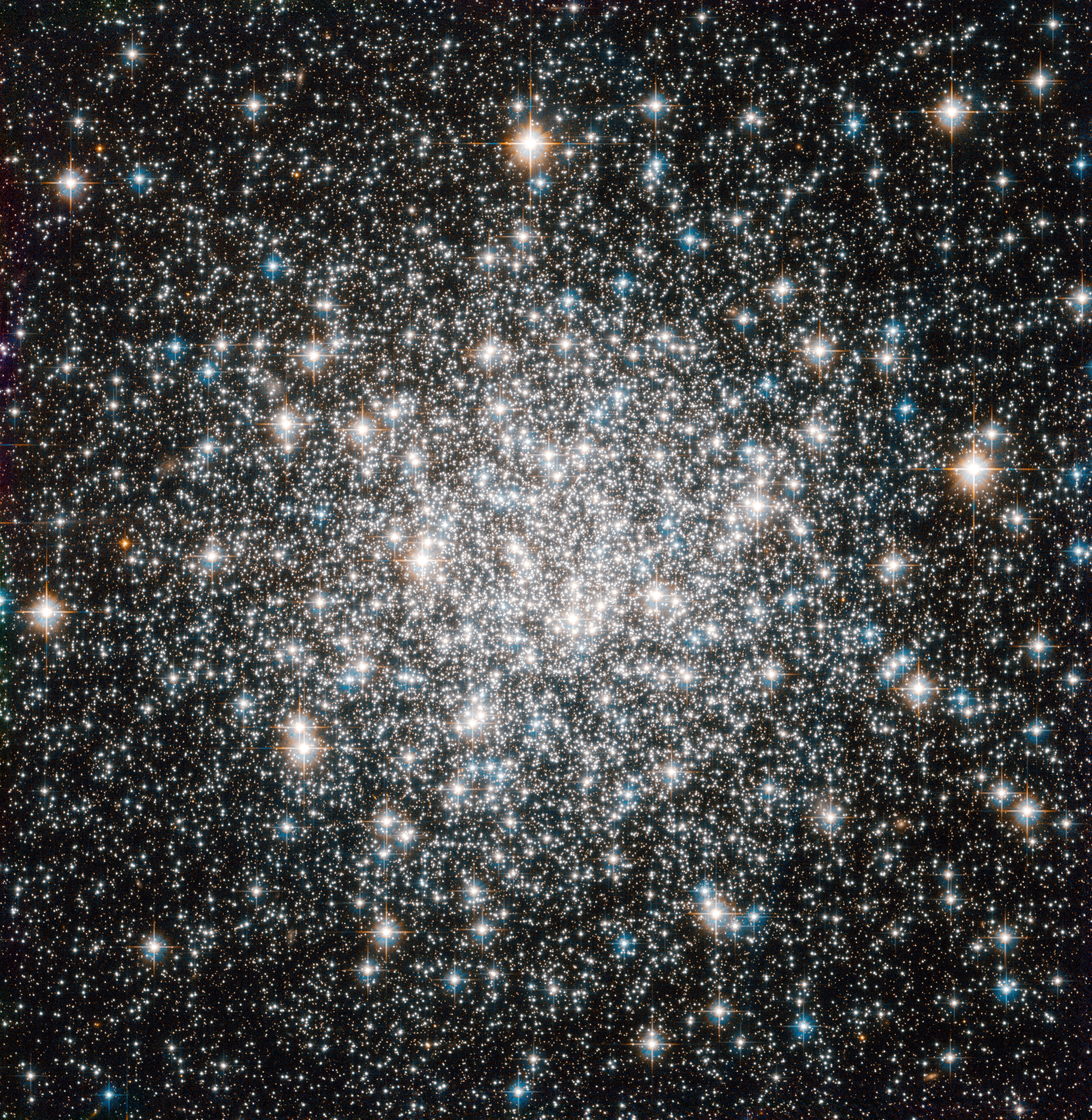
منظر عام 2012 لـ M68 من كاميرا المجال الواسع لكاميرا هابل المتقدمة للاستطلاعات

مسييه 68 أو م68 (بالإنجليزية: Messier 68) هي تجمع نجمي توجد في كوكبة الشجاع، ويركز له طبقا للفهرس العام الجديد NGC 4590. يبعد مسييه 68 عن الأرض نحو 33000 سنة ضوئية.

## خصائصه
- قدر ظاهري : +9.67
- الحجم : 11 دقيقة قوسية
- قطر : 53 سنة ضوئية
- العمر : 2و11 مليار سنة.

## وصلات خارجية
- Globular Cluster M68 @ SEDS Messier pages
- Messier 68

## اقرأ أيضا
- نجم
- مجرة
- قزم أبيض
- عملاق أحمر
- الانفجار العظيم
- خط زمني للانفجار العظيم
- نجم نيوتروني
- ثقب أسود